# Ciara Bravo

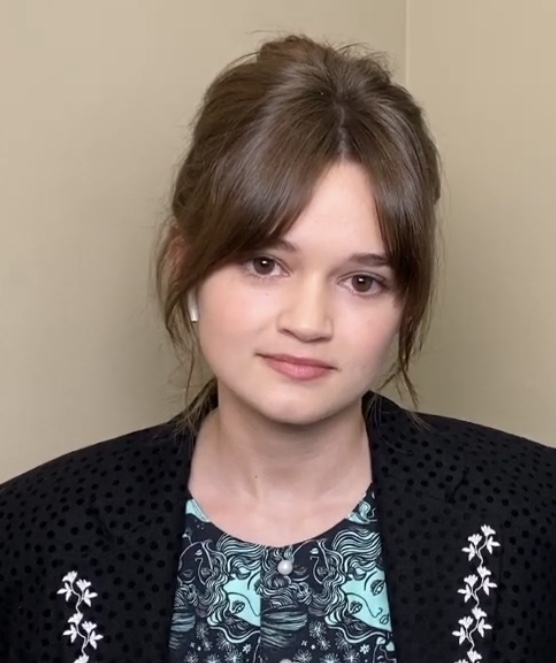
Ciara Bravo (2021)

Ciara Bravo (* 18. März 1997 in Alexandria, Kentucky als Ciara Quinn Bravo) ist eine US-amerikanische Schauspielerin, Synchronsprecherin und Sängerin, bekannt durch ihre Hauptrolle der Katie Knight in Big Time Rush.

## Leben
2004 nahm Bravo an der „Mike Beaty Talent Expo“ in Dallas teil. Dort wurde sie von dem Talent-Manager Bryan Leder entdeckt. 2008 spielte sie in der Fernsehserie Can You Teach My Alligator Manners? mit, hatte einen Auftritt in Natasha Bedingfields Musikvideo Love Like This und in mehreren Werbespots.
2008 nahm sie an mehreren Castings teil und spielte in lokalen Werbespots für „Newport Aquarium“ mit. Außerdem hatte Bravo einen kurzen Auftritt als italienisches Mädchen in den Film Illuminati. Zudem spielte sie die Rolle der Sarah in der Serie Washed Up. Es folgte die Rolle der Katie Knight in der Serie Big Time Rush. Dafür wurde sie bei den Young Artist Awards 2012 als Beste Nebendarstellerin in einer Fernsehserie nominiert. 2013 hatte sie einen Gastauftritt als Blair in der Serie Voll Vergeistert.
Bravo ist auch Synchronsprecherin, so sprach sie die Giselita im Film Jagdfieber 3. Ihre Arbeit als Synchronsprecherin umfasst weiterhin die Rolle der Giselita in den Jagdfieber-Filmen, Patty in Happiness Is a Warm Blanket, Charlie Brown und Sarah in Special Agent Oso.
2019 übernahm sie die weibliche Hauptrolle in der YouTube-Originals-Webserie Wayne, bei der sie sich mit dem Titelhelden (Mark McKenna) auf einen ungewöhnlichen Roadtrip von Brockton (Massachusetts) nach Florida begibt.

## Filmografie (Auswahl)
Filme
- 2009: The Cafeteria (Kurzfilm)
- 2009: Washed Up (Kurzfilm)
- 2010: Jagdfieber 3 (Open Season 3)
- 2011: Eine Tierische Bescherung (My Dog’s Christmas Miracle)
- 2012: Big Time Movie (Fernsehfilm)
- 2013: Der große Schwindel (Swindle, Fernsehfilm)
- 2013: Verflixt! – Murphys Gesetz (Jinxed, Fernsehfilm)
- 2016: Bad Neighbors 2 (Neighbors 2: Sorority Rising)
- 2017: To the Bone
- 2018: The Long Dumb Road
- 2021: Cherry – Das Ende aller Unschuld (Cherry)
- 2021: Small Engine Repair
- 2021: Coast
- 2023: Not an Artist
- 2025: Last Days

Serien
- 2008: Can You Teach My Alligator Manners? (2 Folgen, Stimme)
- 2009: Spezialagent Oso (Special Agent Oso, Folge 1x04, Stimme)
- 2009–2013: Big Time Rush (74 Folgen)
- 2011: BrainSurge
- 2013: Supah Ninjas (Folge 2x06)
- 2013: Voll Vergeistert (Haunted Hathaways, Folge 1x20)
- 2014–2015: Red Band Society (13 Folgen)
- 2016: Second Chance (11 Folgen)
- 2016: Navy CIS (NCIS, Folge 14x01)
- 2017: Marvel’s Agents of S.H.I.E.L.D. (Folge 5x03)
- 2019: Wayne (10 Folgen)
- 2019: Into the Dark (Folge 1x12)
- 2020: A Teacher (3 Folgen)
- 2023: Most Dangerous Game